# Largo do Boticário
Largo do Boticário est une célèbre place située dans le quartier Cosme Velho de la ville de Rio de Janeiro, au Brésil. L'accès se fait par une ruelle étroite - Beco do Boticário - qui passe sur un petit pont sur la rivière Carioca. L'espace se caractérise par sa végétation exubérante de forêt atlantique et ses demeures néocoloniales.

## Histoire
Le nom de la ruelle et de la place est dérivé de Joaquim Luís da Silva Souto, un apothicaire (Boticario) qui avait son établissement sur l'ancienne Rua Direita, au centre-ville de Rio. L'apothicairerie, très prospère et qui comptait parmi ses clients la famille royale, acheta des terres dans la région de Cosme Velho et s'installa sur la côte vers 1831. En 1846, le maréchal Joaquim Alberto de Souza Silveira, habitué de la cour et parrain à la naissance de Machado de Assis, y réside.
L'aspect définitif de la place a commencé à être donné dans les années 1920, lorsque Edmundo Bittencourt, fondateur du journal Correio da Manhã, a acheté le terrain et a commencé à construire des maisons dans un style néocolonial. La vague néocoloniale a été poursuivie dans les années 1930 et 1940 par le diplomate et collectionneur d'art Rodolfo da Siqueira, qui était un architecte amateur et a vécu sur la place entre 1928 et 1941, et par Sylvia de Arruda Botelho Bittencourt et son mari Paulo, héritiers du journal Correio da Manha. Certaines de ces maisons ont été rénovées avec la participation des architectes modernistes Lucio Costa et Gregori Warchavchik, en utilisant des matériaux coloniaux authentiques issus des démolitions effectuées dans la ville.

## De nos jours

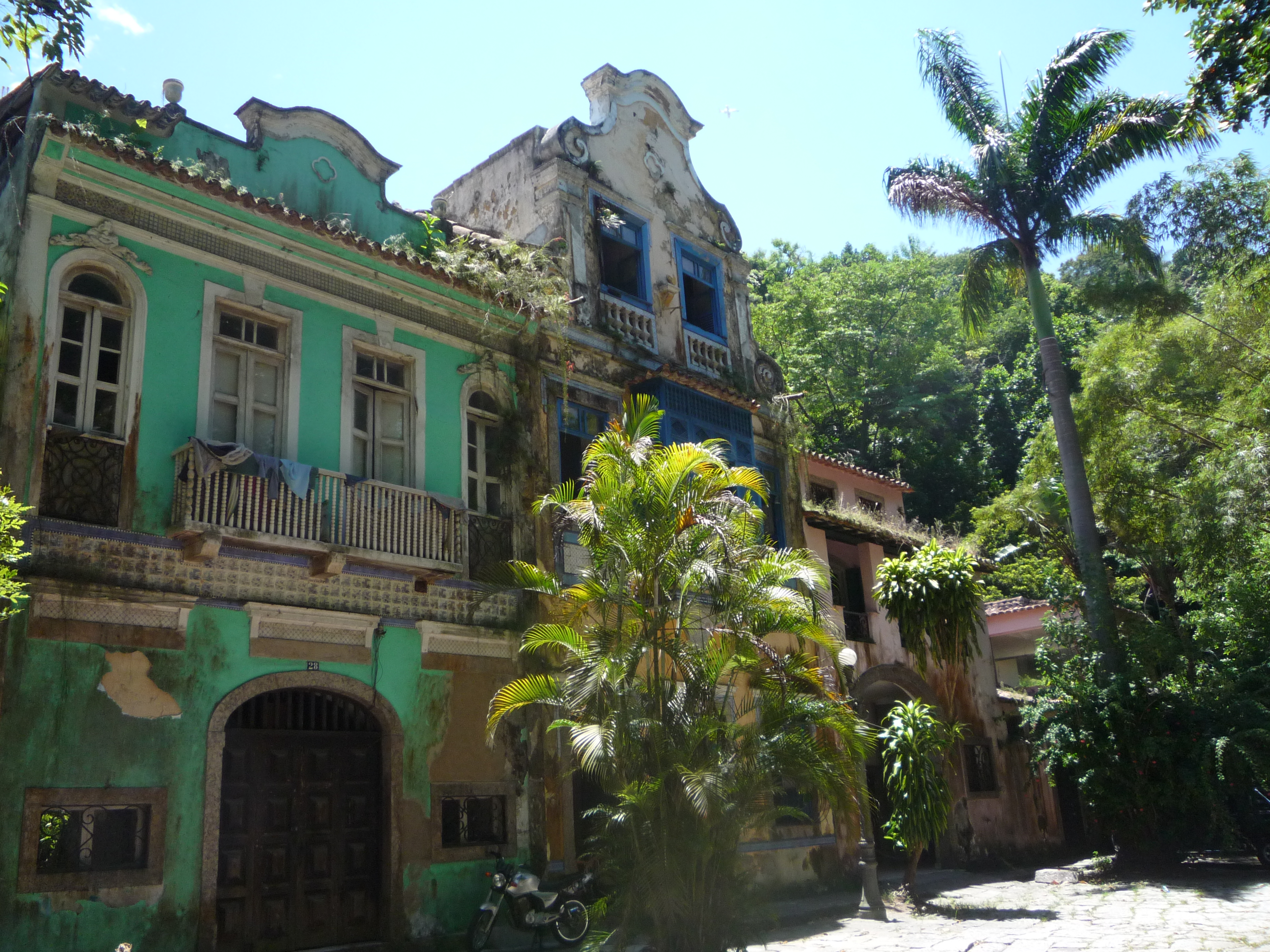
Largo do Boticário en 2010

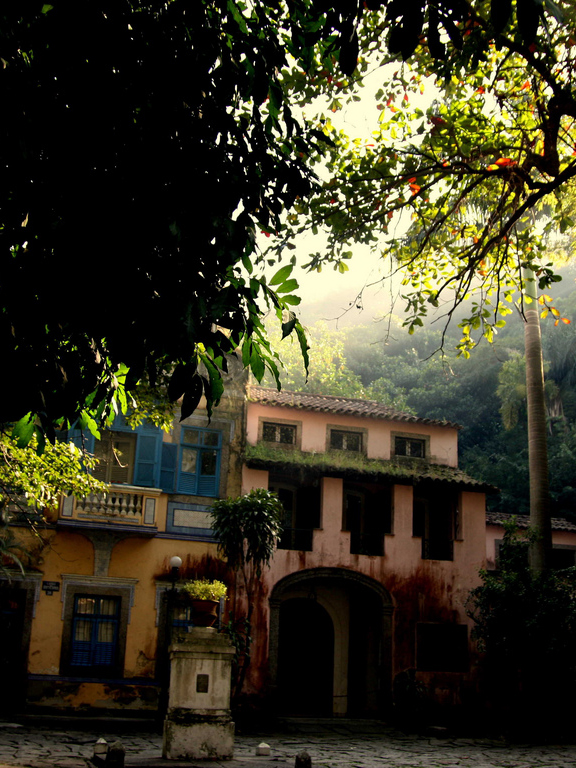
Largo do Boticário en 2009

À son apogée, de nombreuses personnalités brésiliennes et étrangères passaient par les demeures du Largo do Boticário, attirées par les fêtes et les réunions organisées par les résidents distingués. Entre 2006 et 2008, l'une des maisons vides était occupée par un groupe de sans-abris.
Largo do Boticário est l'un des rares endroits où il est possible de voir la rivière Carioca couler à l'air libre. À proximité de la place, on trouve d'autres sites historiques de Cosme Velho : le Solar dos Abacaxis et la gare du Corcovado.
Dans les années 1970, la place a servi de décor au film James Bond : Moonraker.

## Source de traduction
- (pt) Cet article est partiellement ou en totalité issu de l’article de Wikipédia en portugais intitulé « Largo do Boticário » (voir la liste des auteurs).